# Ruente
Ruente és un municipi de la Comunitat Autònoma de Cantàbria. Està situat en la zona occidental de la comunitat a 7 km de Cabezón de la Sal i a 52 quilòmetres de la capital, Santander. Es troba encaixat en la vall del Saja.

## Localitats
- Barcenillas, 127 habitants (2006).
- Lamiña, 74 habitants (2006).
- Ruente (Capital), 284 habitants (2006), repartits als barris de Gismana (100 hab.), Monasterio (58 hab.) i Ruente (516 hab.)
- Ucieda, 516 habitants (2006): Barrio de Abajo (170 hab.), Barrio de Arriba (241 hab.), La Cuesta (30 hab.) i Meca (56 hab.), amb 19 hab. en poblament disaeminar.

## Municipis limítrofs
- Nord: Valdáliga, Cabezón de la Sal i Mazcuerras
- Sud: Cabuérniga i Los Tojos
- Est: Cabuérniga.
- Oest: Cieza.

## Demografia
| 1900  | 1910  | 1920  | 1930  | 1940  | 1950  | 1960  | 1970  | 1980 | 1990 | 2000 | 2007  |
| ----- | ----- | ----- | ----- | ----- | ----- | ----- | ----- | ---- | ---- | ---- | ----- |
| 1.145 | 1.138 | 1.205 | 1.193 | 1.189 | 1.146 | 1.083 | 1.064 | 972  | 996  | 955  | 1.022 |

Font: INE

## Administració
| Eleccions municipals, 25 de maig de 2003 |      |        |          |
| Partit                                   | Vots | %      | Regidors |
| PP                                       | 351  | 44,60% | 3        |
| PSOE                                     | 229  | 29,10% | 2        |
| PRC                                      | 197  | 25,03% | 2        |

| Eleccions municipals, 27 de maig de 2007 |      |        |          |
| Partit                                   | Vots | %      | Regidors |
| PP                                       | 358  | 46,68% | 5        |
| PSOE                                     | 264  | 34,42% | 3        |
| PRC                                      | 109  | 14,21% | 1        |